# Jorge Alberto Taiana
Jorge Alberto Taiana (Buenos Aires, 16 de marzo de 1911-26 de junio de 2001) fue un médico y político argentino que ocupó el cargo de ministro de Educación de 1973 a 1974.
Fue también rector de la Universidad de Buenos Aires de 1953 a 1954, embajador en Yugoslavia de 1984 a 1989 y embajador en Austria de 1989 a 1992.

## Biografía
En 1936 se graduó con diploma de honor en la Facultad de Medicina de la Universidad de Buenos Aires. En 1938 recibió una beca de la Universidad Libre de Bruselas para realizar estudios sobre cirugía torácica en Bélgica.
En 1945 obtuvo el premio Academia Argentina de Cirugía y un año después fundó y dirigió el Instituto de Cirugía Torácica. Por su trabajo obtuvo la Cruz de la Orden de Alfonso X el Sabio, en España, y la Legión de Honor, en Francia, fueron algunas de las distinciones con que fue reconocido internacionalmente. En 1945 obtuvo el premio Academia Argentina de Cirugía, mientras que, al año siguiente, fue fundador y el primer director del Instituto de Cirugía Torácica.
En 1952 asumió como decano de la Facultad de Medicina, y un año después fue nombrado rector de la Universidad de Buenos Aires. En mayo de 1973, el entonces presidente Héctor Cámpora lo designó Ministro de Educación, permaneciendo en su cargo hasta agosto de 1974. Impulsó la campaña Crear, se desarrolló en el país durante 14 meses a partir de septiembre de 1973, hasta la expulsión de Taiana del ministerio en 1976, que tuvo como principal objetivo la alfabetización de adultos, ya que entonces la tasa de analfabetismo del país rondaba el 9 por ciento. Fue el impulsor, durante el gobierno de Héctor José Cámpora de la Ley ley 20.645 de universidades nacionales, conocida como “Ley Taiana”, que reconoció la libertad de cátedra, la autarquía administrativa y económica, etc.
Tras el golpe de Estado que dio inicio a la dictadura militar autodenominada Proceso de Reorganización Nacional, fue detenido en abril de 1976 y encarcelado en la prisión de Magdalena, sin que fuera acusado de ningún delito concreto ni juzgado. El 18 de septiembre de 1982 fue puesto en libertad.
Luego del retorno a la democracia, fue nombrado embajador en la República Democrática Federal de Yugoslavia entre 1984 y 1989 y en Austria entre 1989 y 1993. Además, ejerció la presidencia honoraria de la Asamblea Permanente por los Derechos Humanos. Falleció en 2001, a los 90 años de edad, como consecuencia de una neumonía.